# IC 4946
IC 4946 је спирална галаксија у сазвјежђу Стријелац која се налази на листи објеката дубоког неба у Индекс каталогу.
Деклинација објекта је - 43° 59' 43" а ректасцензија 20h 23m 58,0s. Привидна величина (магнитуда) објекта IC 4946 износи 11,7 а фотографска магнитуда 12,6. Налази се на удаљености од 37,9 милиона парсека од Сунца. IC 4946 је још познат и под ознакама ESO 285-7, MCG -7-42-1, A 2020-44, PGC 64614.